# Различия церковнославянского языка в старом и новом обряде
В результате книжной справы патриарха Никона в 1650—1660-х годах в богослужебных и духовных книгах изменили написание многих слов. Старое написание получило наименование «старомосковского извода», а новое написание, соответственно, «новомосковского» (или «синодального») извода.
| # А Б В Г Д Е Ё Ж З И К Л М Н О П Р С Т У Ф Х Ц Ч Ш Щ Э Ю Я |

### В
- Во́веки веко́м → Во ве́ки веко́в.

### Д
- Диякон → Диакон

### И
- Священноинок → Иеромонах
- Иеросалим → Иерусалим
- Исус → Иисус

### М
- Молитвен(н)ик → Молитвослов

### О
- Октай → Октоих
- Отходник → Отшельник

### П
- Па́вечерница → Повече́рие
- Полиелео́с → Полиеле́й
- Полуношница → Полу́нощница
- Предотеча → Предтеча
- Презвитер → Пресвитер
- Протопоп → Протоиерей
- Псалтырь → Псалтирь
- Пятьдесятница → Пятидесятница

### Р
- Рожество → Рождество[1]

### С
- Стихе́ра → Стихи́ра
- Сопоста́т → Супоста́т

### Т
- Потребник → Требник
- Устав → Типикон

### Х
- Християне → Христиане

### Ч
- Чюдотворец → Чудотворец